# Elsa Pataky
Elsa Pataky, född Elsa Lafuente Medianu 18 juli 1976 i Madrid, Spanien, är en spansk skådespelare, filmproducent, journalist och modell. Hon har bland annat spelat i filmen Snakes on a Plane (2006) och i Fast & Furious 5, 6, 7 och 8.
Pataky är sedan 2010 gift med Chris Hemsworth och tillsammans har de dottern India Rose (född 11 maj 2012) och tvillingsönerna Tristan och Sasha (födda 18 mars 2014). Familjen bor i Byron Bay i Australien. 
Förutom sitt modersmål spanska talar Elsa Pataky flytande engelska, rumänska, italienska, portugisiska och franska. Pataky är ett släktnamn från Rumänien, Ungern och Grekland.